# Тринідад і Тобаго на літніх Олімпійських іграх 1964
Тринідад і Тобаго брали участь у Літніх Олімпійських іграх 1964 року у Токіо (Японія) уп'яте за свою історію, і завоювали дві бронзові та одну срібну медалі.

## Срібло
- Легка атлетика, чоловіки, 400 метрів — Венделл Моттлей.

## Бронза
- Легка атлетика, чоловіки, 200 метрів — Едвін Робертс.
- Легка атлетика, чоловіки, 4х400 метрів — Едвін Скіннер, Кент Бернард, Венделл Моттлей і Едвін Робертс.